# Tanauan (Batangas)
Tanauan è una città componente delle Filippine, situata nella provincia di Batangas, nella Regione di Calabarzon.
Tanauan è formata da 48 barangay:
- Altura Bata
- Altura Matanda
- Altura-South
- Ambulong
- Banadero
- Bagbag
- Bagumbayan
- Balele
- Banjo East
- Banjo Laurel (Banjo West)
- Bilog-bilog
- Boot
- Cale
- Darasa
- Gonzales
- Hidalgo
- Janopol
- Janopol Oriental
- Laurel
- Luyos
- Mabini
- Malaking Pulo
- Maria Paz
- Maugat

- Montaña (Ik-ik)
- Natatas
- Pagaspas
- Pantay Bata
- Pantay Matanda
- Poblacion Barangay 1
- Poblacion Barangay 2
- Poblacion Barangay 3
- Poblacion Barangay 4
- Poblacion Barangay 5
- Poblacion Barangay 6
- Poblacion Barangay 7
- Sala
- Sambat
- San Jose
- Santol (Doña Jacoba Garcia)
- Santor
- Sulpoc
- Suplang
- Talaga
- Tinurik
- Trapiche
- Ulango
- Wawa